# Campeonato Catarinense de Futebol de 2024 - Série C
O Campeonato Catarinense de Futebol de 2024 - Série C foi a 21ª edição do terceiro nível do futebol catarinense. Realizada e organizada pela Federação Catarinense de Futebol, a competição foi disputada por três clubes entre os meses de setembro e novembro.
O título do campeonato ficou com a equipe do Fluminense-SC após vencer o Porto-SC na final. O primeiro jogo foi no estádio Armando Sartti em Porto União e ficou empatado em 1 a 1. O segundo jogo foi realizado no norte do estado, na Arena Joinville. Com o placar de 2 a 1, o Tricolor do Itaum ficou com o título da série C estadual.

## Regulamento
A competição é dividida em duas fases: a inicial em pontos corridos e a final em jogos de mata-mata.

### Primeira fase e fase final
Na primeira fase todas as equipes enfrentam-se em turno e returno. Os dois primeiros avançam para a final em jogos de ida e volta. Se os jogos da final terminarem com placares iguais, a equipe com melhor campanha na primeira fase será considerado o vencedor.
O campeão e o vice disputarão a série B do Campeonato Catarinense de 2025.

## Equipes participantes
| Fluminense-SC                                                        | Joinville      | Sadalla Amin Ghanen | 2 500 | 0        |
| Jaraguá                                                              | Jaraguá do Sul | João Marcatto       | 5 270 | 0        |
| Porto-SC                                                             | Porto União    | Armando Sartti      | 1 218 | 1 (2008) |
| Fluminense-SC Jaraguá Porto-SCLocalização das equipes participantes. |                |                     |       |          |

## Primeira fase
| Pos | Equipe        | Pts | J | V | E | D | GP | GC | SG | Classificação ou descenso                      |  | FLU | POR | JAR |
| --- | ------------- | --- | - | - | - | - | -- | -- | -- | ---------------------------------------------- |  | --- | --- | --- |
| 1   | Fluminense-SC | 10  | 4 | 3 | 1 | 0 | 9  | 3  | +6 | Finalistas e classificados para a Série B 2025 |  | —   | 3–1 | 1–1 |
| 2   | Porto-SC      | 4   | 4 | 1 | 1 | 2 | 3  | 6  | −3 | Finalistas e classificados para a Série B 2025 |  | 0–3 | —   | 2–0 |
| 3   | Jaraguá       | 2   | 4 | 0 | 2 | 2 | 2  | 5  | −3 |                                                |  | 1–2 | 0–0 | —   |

## Final

### Partida de ida
| 27 de outubro | Porto-SC | 1 − 1          | Fluminense-SC | Armando Sartti, Porto União                                   |
| 15:00         | Yago 61' | Súmula Borderô | 42' Akunna    | Público: 192 Renda: R$ 2.560,00 Árbitro: SC Everton Schilling |

### Partida de volta
| 2 de novembro | Fluminense-SC       | 2 − 1          | Porto-SC   | Arena Joinville, Joinville                                             |
| 15:00         | Caio 27' · Ibra 61' | Súmula Borderô | 22' Mateus | Público: 235 Renda: R$ 3.340,00 Árbitro: SC Eduardo de Carvalho Corrêa |

## Premiação
| Campeão da Série C do Campeonato Catarinense de 2024 |
| ---------------------------------------------------- |
| Fluminense-SC Campeão (1º título)                    |

## Público
Médias de público
Estas são as médias de público dos clubes no campeonato. Considera-se apenas os jogos da equipe como mandante com público pagante e não pagante:
| Pos. | Equipe        | Média | Total | Mandos | Maior | Menor |
| ---- | ------------- | ----- | ----- | ------ | ----- | ----- |
| 1    | Porto-SC      | 168   | 504   | 3      | 192   | 154   |
| 2    | Fluminense-SC | 144   | 431   | 3      | 235   | 96    |
| 3    | Jaraguá       | 103   | 205   | 2      | 125   | 80    |